# Вещь (право)
Веща́ми в гражданском праве признаются предметы материального мира, представляющие ценность для человека, способные удовлетворять потребности субъектов гражданских правоотношений, выступать предметом товарообмена.
Вещами в гражданско-правовом смысле являются объекты, ценность которых человеком осознана и на которые он может оказывать влияние, управлять. Объекты, которые человек на данном этапе развития не в состоянии освоить, контролировать, оценить, сделать предметом оборота, к вещам с правовой точки зрения не относятся — они не вовлекаются в сферу гражданско‑правового регулирования (например, космические объекты: планеты, звезды, кометы). Также вещами не являются те объекты, которые по своей природе не нуждаются в правовой охране, по своей сути такие объекты могут использоваться любыми лицами без ущемления каких-либо прав в отношении всех субъектов правоотношения, а, следовательно, не подвергаются опасности их лишения (под такими вещами понимаются: воздушные и морские потоки, атмосферные осадки). Вещи также характеризуются той или иной степенью обособленности, которая может быть и результатом человеческих усилий, например атмосферный азот не является вещью, но помещенный в специальную ёмкость жидкий азот подчиняется правовому режиму вещей.
Правовой режим той или иной группы вещей отражает эти различия и позволяет классифицировать вещи по различным основаниям.

## Классификация вещей

### По степени участия в гражданском обороте
По степени свободы участия в гражданском обороте вещи делятся на: 
- вещи оборотоспособность которых ограничена (могут приобретаться (производиться, отчуждаться) лишь определенными лицами (имеющим специальное разрешение);
- вещи, которые обращаются свободно(Если законом не установлено иное, любая вещь является свободно оборачиваемой)
- вещи изъятые из оборота (1-принадлежат государству(реки,дороги), 2-запрещенные законодательством)

### Движимые и недвижимые вещи
Разграничивая движимые и недвижимые вещи, законодатель прежде всего исходит из их естественных свойств.
К недвижимым вещам (недвижимому имуществу, недвижимости) относятся земельные участки, участки недр, обособленные водные объекты и все, что прочно связано с землей, то есть объекты, перемещение которых без несоразмерного ущерба их назначению невозможно, в том числе леса, многолетние насаждения, здания, сооружения, объекты незавершенного строительства (п. 1 ст. 130 ГК). При отсутствии прочной связи с землей объект недвижимостью не является. Однако ряд объектов, не имеющих связи с землей, также подчинены законом правовому режиму недвижимого имущества: это подлежащие государственной регистрации воздушные и морские суда, суда внутреннего плавания, космические объекты. Причиной отнесения этих объектов к недвижимости являются особые полезные свойства, обусловливающие необходимость более жесткой правовой регламентации возникающих по поводу них отношений.
Особым объектом недвижимости ст. 132 ГК называет предприятие как имущественный комплекс, используемый для осуществления предпринимательской деятельности. Он включает все виды имущества, предназначенные для работы предприятия, в том числе земельные участки, здания, строения, сооружения, оборудование, инвентарь, сырье, продукцию, права требования, долги, а также права на обозначения, индивидуализирующие предприятие, его продукцию, работы и услуги (фирменное наименование, товарные знаки, знаки обслуживания), и другие исключительные права, если иное не предусмотрено законом или договором. Предприятие по смыслу данной нормы является объектом права. Предприятие как объект недвижимого имущества выступает объектом оборота как единое целое. Возможно, однако, совершение сделок и в отношении отдельных составляющих этого объекта. Совершение сделки с предприятием как имущественным комплексом не влияет на существование самого юридического лица, которому этот комплекс принадлежит.
Принадлежность вещи к движимому или недвижимому имуществу влияет на правовое регулирование связанных с ней отношений в рамках различных институтов гражданского права. Например, по-разному обращается взыскание на движимое и недвижимое имущество, являющееся предметом залога (пп. 1, 2 ст. 349 ГК), имеются особенности определения предмета в договорах купли-продажи, аренды объектов недвижимого имущества по сравнению с общими правилами об этих договорах (ст. 554, п. 1 ст. 654 ГК

### Родовые и индивидуально-определенные вещи
Индивидуально-определенными всегда являются недвижимые вещи, а также вещи уникальные, единственные в своем роде (например, картина Дали «Сон, вызванный полётом пчелы вокруг граната за секунду до пробуждения», икона А. Рублева «Троица», мраморная статуя Микеланджело «Давид»). Вещи, определяемые мерой, весом, числом, являются родовыми.
Грань между индивидуально-определенными и родовыми вещами не является незыблемой, раз и навсегда установленной. Статус вещи как индивидуально-определенной или родовой во многом зависит от того, предметом каких отношений она выступает. Субъекты этих отношений могут своей волей индивидуализировать вещь, выделив её из числа родовых, к примеру, при необходимости совершения с ней сделки. Так, автомобили марки «Волга» являются родовыми вещами, а приобретаемый лицом автомобиль «Волга» с определенным номером и цветом кузова — индивидуально-определенной вещью.
Юридическое значение различия индивидуально-определенных и родовых вещей состоит в том, что индивидуально-определенные вещи являются незаменимыми: их гибель прекращает обязательство должника по передаче вещей кредитору ввиду невозможности исполнения. Гибель родовой вещи обязательство не прекращает: исходя из принципа, имеющего корни в римском праве, «род не может погибнуть»; передаче в таком случае подлежит такое же количество вещей того же рода и качества. Если предметом сделки является родовая вещь, то независимо от того, какая именно из существующей совокупности вещей будет передана по этой сделке, обязательство будет считаться надлежаще исполненным. Если же предметом обязательства является индивидуально-определенная вещь, надлежащим его исполнением будет признана передача именно этой вещи. Лишь индивидуальные вещи могут быть истребованы у обязанного лица в натуре посредством иска, основанного на обязательстве, или вещно-правового (виндикационного) иска.

### Потребляемые и непотребляемые вещи
Это деление также условно. «Вечных» вещей практически не существует, поэтому нужно учитывать, что указанное различие носит исключительно юридический характер.
Потребляемые вещи в процессе эксплуатации (как правило, однократного использования) полностью утрачивают свои потребительские свойства — уничтожаются либо преобразуются в качественно иную вещь. Например, продукты питания в процессе их потребления уничтожаются (перестают существовать); стройматериалы в процессе строительства дома, удобрения после внесения их в почву утрачивают своё самостоятельное существование и становятся частью дома, частью почвы. Непотребляемые вещи долгое время сохраняют свои потребительские свойства и утрачивают их постепенно (амортизируются). К непотребляемым вещам относится все недвижимое имущество, а также многие движимые вещи: автомобиль, мебель, телефонный аппарат, компьютер и др.
Отнесение вещей к потребляемым или непотребляемым предопределяет возможность их выступать предметом тех или иных отношений. Предметом договора займа могут являться лишь родовые потребляемые вещи (ст. 807 ГК), в то время как предметом договора аренды — индивидуально-определенные непотребляемые вещи (ст. 607, 689 ГК).

### Делимые и неделимые вещи
Делимой признается вещь, которая может быть разделена на части, способные к использованию для той же цели, что и первоначальная вещь. Неделимой является вещь, которая не может быть разделена на самостоятельные части без того, чтобы не утратить своего назначения. К примеру, рояль, стиральная машина, калькулятор, конечно, могут быть разобраны по частям, но при этом их назначение будет утрачено — части не смогут использоваться в тех же целях, в каких использовались целые вещи.

### Сложная вещь
Сложной является вещь, образуемая из разнородных вещей, предполагающих их использование по общему назначению (ст. 134 ГК). Примерами являются мебельный или ювелирный гарнитур, сервиз или водозабор (насосная станция, скважины, водоводы, ЛЭП). Поскольку составляющие сложной вещи вполне могут использоваться и отдельно друг от друга, стороны в договоре вправе предусмотреть, например, передачу отдельных объектов, входящих в её состав, то есть установить делимость сложной вещи.
Сложная вещь может быть делимой или неделимой (ст 133, ст 134 ГК РФ) — решает собственник.

### Главная вещь и принадлежность

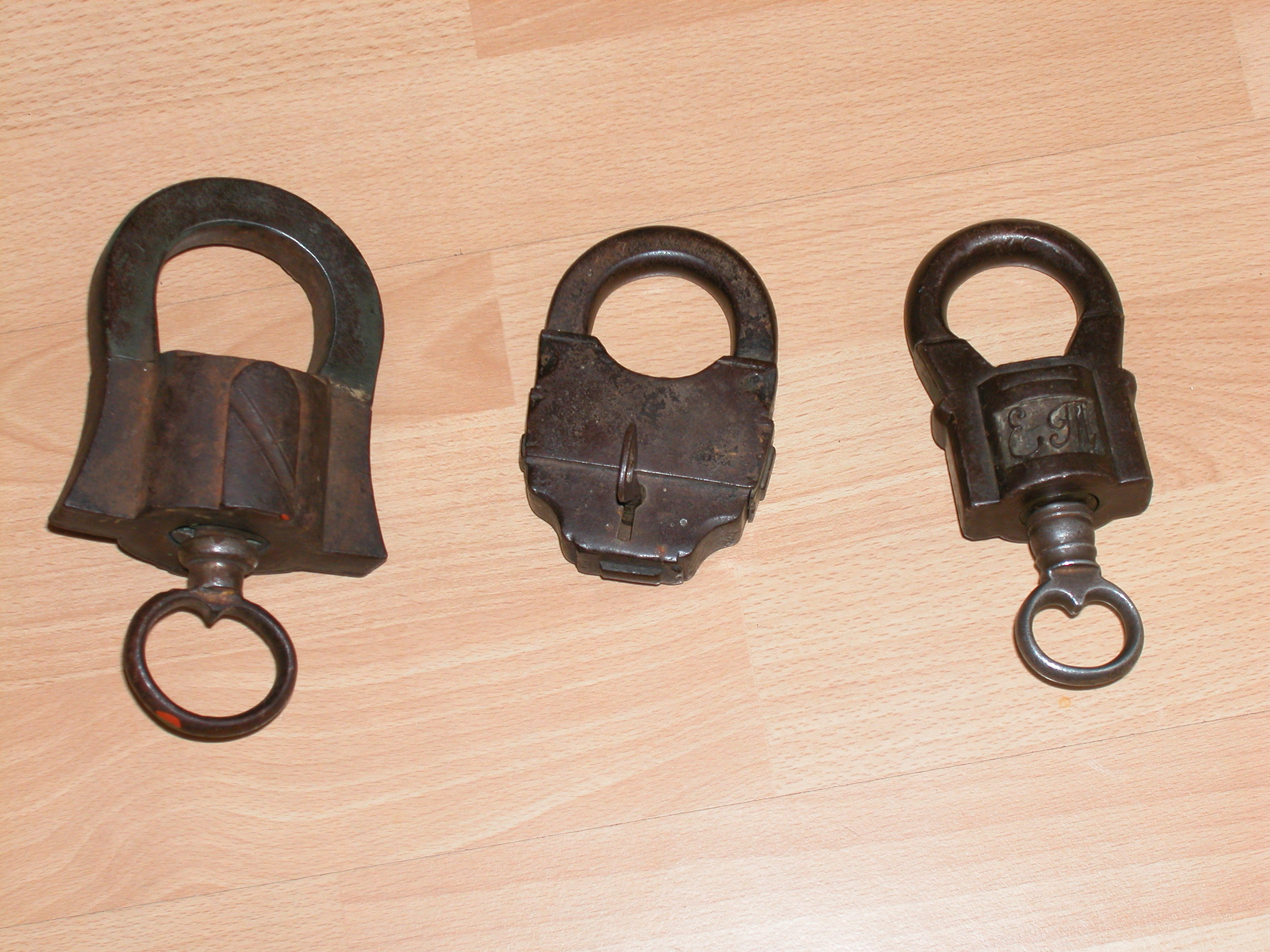
Замок и ключ - главная вещь и принадлежность соответственно

Являются разнородными вещами, отделимыми друг от друга. При этом вещь, называемая принадлежностью, предназначена для обслуживания главной вещи, имеющей самостоятельное значение. Принадлежность призвана обеспечивать целостность, сохранность главной вещи либо возможность её эффективного использования (к примеру, футляр для очков, рама для картины).
Юридическая суть такого деления в том, что принадлежность во всех случаях следует судьбе главной вещи. Она переходит к покупателю главной вещи, если договором сторон не установлено иного.

## Германия

### Вещи гражданского права
В немецком праве вещами называют телесные предметы (§ 90 ГГУ). Любая материя, которую можно ограничить в пространстве, является вещью. При этом неважно, является ли материя твердой, жидкой или газообразной (ср., например, воду или газ в емкости). Таким образом, для отнесения материи к вещам в гражданском праве Германии решающими являются не законы физики, а возможности делового оборота. Тело живого человека, а также неотделимые части тела и, согласно преобладающему мнению ученых, импланты не являются вещами в правовом смысле. Тело может быть субъектом права, т.е. носителем прав и обязанностей, но в то же время не может быть объектом права.
Не являются вещами также, например, свет или электричество.

#### Труп
Каким образом подлежит регулированию труп с точки зрения вещного права до сих пор является спорным вопросом. Некоторые ученые представляют возможным возникновение вещных прав на тело, однако такая позиция спорна с точки зрения прав личности. В любом случае у наследников не возникает права собственности на труп, так как труп не относится к имуществу умершего. Однако существует другое мнение, согласно которому у близких родственников возникает квази-вещное право на труп для организации погребения. Искусственные части тела (например, протезы) при смерти человека снова признаются вещами. Так как труп никому не принадлежит на праве собственности, то такие вещи после отделения от тела не имеют собственника. Особый случай составляют нормы регулирующие такие случаи, когда согласно воле умершего или вследствие прекращения действия прав человека в отношении умершего, тело должно использоваться для научных целей. В отношении таких тел может возникнуть право собственности.

#### Животные
В соответствии с Законом об улучшении правового положения животных (сокр. TierVerbG) в 1990 году в ГГУ появилась норма, согласно которой животные не являются вещами, однако к ним применяются правила, действующие в отношении вещей, если не установлено иное (§ 90 ГГУ). Это означает, что, например, если не предусмотрено иное, можно приобрести собаку по договору купли-продажи, а также передать права на собаку иным образом в соответствии с общими предписаниями вещного права.
Смысл подобного регулирования заключается в особом отношении к животным, желании отграничить их от вещей. Развитие такого отношения к животным находит своё отражение, например, в § 251 абз. 2 предл. 2 ГГУ, согласно которому затраты, связанные с лечением пострадавшего животного, не считаются несоразмерными даже в том случае, если они значительно превышают стоимость животного.

## Швейцария

### Животные
С апреля 2003 года Гражданский Кодекс Швейцарии содержит положение о том, что животные не являются вещами.